# Stabilitet (flygmekanik)
Negativ stabilitet för ett flygplan innebär att planets aerodynamik är sådan att flygplanet vid en störning spontant förstärker störningen, vilket gör att flygplan med sådan design ofta är beroende av datoriserade styrsystem som stabiliserar planet, planet uppfattas då som stabilt av piloten.

## Tippstabilitet
Tippstabilitet är det man vanligtvis pratar om när talar om stabilitet för flygplan.
För att en störning i anfallsvinkel α inte skall förstärkas, så måste en ökning av α ge en minskning av tippmoment vilket kan uttryckas som att derivatan på tippmomentet med avseende på α måste vara negativ:
{\displaystyle {\frac {\partial C_{m,tp}}{\partial \alpha }}<0}
Momentet kring flygplanets tyngdpunkt med bidrag från stabilisatorn:
{\displaystyle C_{m,tp}=C_{m,ac_{wb}}+C_{L_{wb}}\left(h-h_{ac_{wb}}\right)-V_{H}C_{L,t}}
- h = avståndet från vingens framkant till tyngdpunkten normerad med kordan.
- hacwb = avståndet från vingens framkant till det aerodynamiska centrumet för vingen och flygkroppen normerad med kordan.

Där VH är stabilisatorvolym kvoten
{\displaystyle V_{H}\equiv {\frac {l_{t}S_{t}}{cS}}}
- lt = avståndet från tyngdpunkten till det aerodynamiska centrumet för stabilisatorn.
- St = arean för stabilisatorn.
- c = kordan för vingen.
- S = arean för vingen.

{\displaystyle {\frac {\partial C_{m,tp}}{\partial \alpha }}=a\left[\left(h-h_{ac_{wb}}\right)-V_{H}{\frac {a_{t}}{a}}\left(1-{\frac {\partial \epsilon }{\partial \alpha }}\right)\right]}
{\displaystyle a\equiv {\frac {\partial C_{L_{wb}}}{\partial \alpha }}}
{\displaystyle a_{t}\equiv {\frac {\partial C_{L,t}}{\partial \alpha }}}

### Neutralpunkten
Neutralpunkten är det läget för tyngdpunkten på flygplanet som gör att tippmomentet är oberoende av anfallsvinkeln.
{\displaystyle h_{n}=h_{ac_{wb}}+V_{H}{\frac {a_{t}}{a}}\left(1-{\frac {\partial \epsilon }{\partial \alpha }}\right)}

## Plan med negativ stabilitet
- Grumman X-29
- Saab 39 Gripen
- Dassault Rafale